# Cylindrepomus unguiculata
Cylindrepomus unguiculata là một loài bọ cánh cứng trong họ Cerambycidae.